# Polycitor proliferus
Polycitor proliferus är en sjöpungsart som beskrevs av Asajiro Oka. Polycitor proliferus ingår i släktet Polycitor och familjen Polycitoridae. Inga underarter finns listade i Catalogue of Life.